# Sumio Iijima
Sumio Iijima (飯島 澄男, Koshigaya, 2 mei 1939) is een Japanse natuurkundige die vaak wordt genoemd als de uitvinder van koolstofnanobuisjes. Hoewel koolstofnanobuisjes al voor zijn "uitvinding" waren waargenomen, wekte Iijima's artikel uit 1991 een ongekende belangstelling voor koolstofnanostructuren en heeft sindsdien intensief onderzoek op het gebied van nanotechnologie aangewakkerd.

## Biografie
Iijima werd in 1939 geboren in Saitama prefectuur en studeerde in 1963 af met een Bachelor of Engineering aan de Universiteit voor Elektro-Communicatie in Tokio. Hij behaalde een Masterdiploma in 1965 en voltooide zijn doctoraat in vastestoffysica in 1968, beide aan de Universiteit van Tohoku in Sendai.
Tussen 1970 en 1982 deed hij onderzoek met kristallijne materialen en hoge-resolutie elektronenmicroscopie aan de Arizona State University. In 1979 bezocht hij de Universiteit van Cambridge om onderzoek te doen naar koolstofmaterialen.
Van 1982 tot 1987 werkte hij voor de Research Development Corporation of Japan, waar hij ultrafijne deeltjes bestudeerde. Daarna trad hij in dienst bij NEC Corporation, waar hij nog steeds werkt. Hij ontdekte koolstofnanobuizen in 1991. Toen hij de koolstofnanobuisjes ontdekte, nam hij er niet alleen foto's van, maar legde hij er ook twee naast elkaar en legde hij uit wat ze eigenlijk zijn. Daarna kreeg hij de eer van de ontdekking. Sinds 1999 is hij ook hoogleraar aan de Meijo-universiteit. Verder is hij Honorary AIST Fellow van het National Institute of Advanced Industrial Science and Technology en Distinguished Invited University Professor van de Universiteit van Nagoya.
In 2002 ontving hij de Benjamin Franklin Medal in Physics, "voor de ontdekking en opheldering van de atomaire structuur en het spiraalvormige karakter van meerwandige en enkelwandige koolstofnanobuizen, die een enorme impact hebben gehad op het snelgroeiende gebied van gecondenseerde materie en materiaalkunde, nanoschaalwetenschap en elektronica".
Hij is buitenlands medewerker van de Nationale Academie van Wetenschappen, buitenlands lid van de Noorse Academie van Wetenschappen en Letteren. Hij is ook lid van de Japanse Academie.
- Bibliothèque nationale de France: cb136241279 (data)
- CiNii: DA11073516
- International Standard Name Identifier: 0000 0003 7816 768X
- Library of Congress Control Number: nr97019704
- Bibliotheek van het Japanse parlement: 00719504
- Nationale Bibliotheek van Israël: 987007330915405171
- Nederlandse Thesaurus van Auteursnamen: 170138623
- Système universitaire de documentation: 161105262
- Virtual International Authority File: 256215856
- WorldCat: E39PBJccfqk9GF9pKgF8jfJRrq